# Sompo Holdings
Не путать с Sampo, финской страховой компанией
Sompo Holdings — японская страховая компания. Это вторая по величине компания по страхованию имущества в Японии после Tokio Marine с долей рынка 26,1 % в 2019 году. Сеть компании насчитывает более тысячи отделений в Японии, также работает ещё в 28 странах. В списке Fortune Global 500 за 2021 год компания заняла 331-е место.

## История
Компания Tokyo Fire Insurance Company, Ltd. была основана в 1887 году как первая компания по страхованию от пожаров в Японии.
В 1893 году японский предприниматель Зендзиро Ясуда присоединил Токийскую компанию по страхованию от пожаров к Ясуда дзайбацу. Позже, в 1944 году, Tokyo Fire Insurance, Imperial Marine Insurance и First Engine & Boiler Insurance объединились в компанию Yasuda Fire & Marine Insurance Company.
1 июля 2002 года Yasuda Fire и Nissan Fire & Marine Insurance объединились в новую компанию Sompo Japan Insurance Inc.
В декабре 2002 года Sompo Japan приобрела Taisei Fire & Marine Insurance. В апреле 2010 года был создан холдинг Sompo. В сентябре 2014 года Sompo Japan приобрела Nipponkoa Insurance.

## Деятельность
За финансовый год, закончившийся 31 марта 2021 года, страховые премии составили 3,4 трлн иен (30,9 млрд долларов), инвестиционный доход составил 279 млрд иен, прочий доход — 163 млрд иен. Страховые выплаты составили 2,9 трлн иен. Активы составили 13,12 трлн иен, из них 9,04 трлн пришлось на инвестиции в ценные бумаги.
Основные подразделения:
- Страхование имущества и от несчастных случаев в Японии — страховые премии 1,96 трлн иен.
- Международное страхование и перестрахование — страховые премии 1,17 трлн иен.
- Страхование жизни в Японии — страховые премии 440 млрд иен.
- Дома престарелых и медицинские услуги — группе принадлежит около тысячи домов престарелых и клиник, обслуживающих 80 тысяч клиентов; выручка 132 млрд иен.
- Цифровые технологии и другая деятельность — компании принадлежит три лаборатории по развитию цифровых технологий (Токио, Кремниевая долина и Тель-Авив), а также партнёрство с компанией Palantir (США).

Sompo Japan Nipponkoa имеет офисы и дочерние компании в 28 странах, предлагая страховые услуги и экспертизу управления рисками.
Азиатско-Тихоокеанский регион
В 1991 году PGA Yasuda Insurance Company, Inc. была создана в партнерстве с Prudential Guarantee and Assurance Inc. В сентябре 2014 года, после приобретения Nippon Koa, она называется PGA Sompo Insurance Corporation.
В июне 2005 года компания Sompo Japan учредила Sompo Japan Insurance (China) Co., Ltd. в Даляне, Китай.
Австралийский филиал Sompo Japan имеет более чем 35-летнюю историю работы.
В 2007 году Sompo Japan развила свой бизнес в Малайзии, купив 30 % акций Berjaya General Insurance Bhd, ныне Berjaya Sompo Insurance.
В 2008 году Sompo Japan создала совместное предприятие с Karnataka Bank, Indian Overseas Bank, Allahabad Bank и Dabur Investment Corp. в Индии, Universal Sompo General Insurance (главный офис в Мумбаи).
Европа
Sompo Japan обслуживает клиентов в Европе около 50 лет, имея офисы в Великобритании, Бельгии, Франции, Германии, Италии, Нидерландах, Испании и Турции. Европейская страховая компания Sompo Japan, являющаяся корпоративным членом Lloyd's of London с 1993 года предоставляет информацию по урегулированию убытков, управлению рисками и страхованию в основном японским компаниям.
Америка
Через свою дочернюю компанию Sompo Japan Insurance Company of America со штаб-квартирой в Нью-Йорке Sompo Japan осуществляет операции по страхованию имущества и страхованию от несчастных случаев в США и Канаде. Sompo Japan Insurance De Mexico S.A. de C.V. начала локальную деятельность в Мексике в 1998 году.
В Южной Америке основной операционной базой Sompo Japan является её дочерняя компания в Бразилии, Yasuda Seguros S.A., основанная в 1958 году. Большинство клиентов Yasuda Seguros — местные предприятия и частные лица.
Sompo Japan Nipponkoa завершила сделку по приобретению страховой компании Endurance на Бермудских островах и интегрирует её в свою недавно запущенную полностью интегрированную платформу перестрахования на Бермудских островах под названием Sompo International. У новой организации будет собственный совет, возглавляемый Джоном Чарманом в качестве председателя и генерального директора. Он будет подчиняться генеральному директору Sompo Кенго Сакураде. Чарман был председателем и главным исполнительным директором Endurance до её приобретения.
В октябре 2016 года Sompo объявила о начале процесса покупки 100 % Endurance на сумму 6,3 млрд долларов США. После завершения сделки Endurance была исключена из листинга Нью-Йоркской фондовой биржи.
|                     | 2010   | 2011   | 2012  | 2013  | 2014  | 2015  | 2016  | 2017  | 2018  | 2019  | 2020  |
| ------------------- | ------ | ------ | ----- | ----- | ----- | ----- | ----- | ----- | ----- | ----- | ----- |
| Оборот              | 2,622  | 2,791  | 2,843 | 3,008 | 3,282 | 3,256 | 3,420 | 3,770 | 3,643 | 3,760 | 3,846 |
| Чистая прибыль      | -0,013 | -0,092 | 0,044 | 0,044 | 0,054 | 0,160 | 0,166 | 0,140 | 0,147 | 0,123 | 0,142 |
| Активы              | 8,982  | 8,893  | 9,178 | 9,500 | 10,25 | 10,19 | 11,93 | 11,95 | 12,02 | 11,98 | 13,12 |
| Собственный капитал | 1,079  | 1,001  | 1,283 | 1,390 | 1,830 | 1,653 | 1,869 | 1,916 | 1,780 | 1,613 | 2,031 |

## Дочерние компании
На начало 2021 года в холдинг входили 73 компании, крупнейшие из них:
- Sompo Japan Insurance Inc. (Япония)
- Saison Automobile and Fire Insurance Co., Ltd. (Япония)
- Sompo Japan Partners Inc. (Япония)
- Mysurance Inc. (Япония)
- Sompo International Holdings Ltd. (Бермудские острова)
- Endurance Specialty Insurance Ltd. (Бермудские острова)
- Endurance Assurance Corporation (США)
- Endurance Worldwide Insurance Limited (Великобритания)
- SI Insurance (Europe), SA (Люксембург)
- Sompo Sigorta Anonim Sirketi (Турция)
- Sompo Holdings (Asia) Pte. Ltd. (Сингапур)
- Sompo Insurance Singapore Pte. Ltd. (Сингапур)
- Berjaya Sompo Insurance Berhad (Малайзия)
- PT Sompo Insurance Indonesia (Индонезия)
- Sompo Insurance China Co., Ltd. (КНР)
- Sompo Insurance (Hong Kong) Company Limited (Гонконг)
- Sompo Seguros S.A. (Бразилия)
- Sompo Himawari Life Insurance, Inc. (Япония)
- Sompo Care Inc. (Япония)
- Sompo Health Support Inc. (Япония)
- Sompo Asset Management Co., Ltd. (Япония)
- Sompo Japan DC Securities Inc. (Япония)
- Sompo Risk Management Inc. (Япония)